# Pedrola
Pedrola ist eine spanische Gemeinde (municipio) in der Provinz Saragossa mit 3.766 Einwohnern (Stand: 2024).

## Bevölkerungsentwicklung
| Jahr | Einwohner |
| ---- | --------- |
| 1991 | 2460      |
| 1996 | 2582      |
| 2001 | 2812      |
| 2004 | 2906      |
| 2007 | 3302      |
| 2013 | 3680      |